# 太昊
太昊（？—？），亦作大皞、太皞、太皓，風姓，居於陳。他即位時有龍瑞，而用作官名。春秋時期濟水流域的任、宿等國，都是他的後代。《山海經》說巴國始祖能追至太皞。〈月令〉以太皞為東方之帝（青帝），於五行屬木，其神句芒。

## 文獻記載
據《左傳》，前525年，郯子訪問魯國時，稱大皞氏以龍紀事，以龍名命官之長。
一说太昊就是伏羲，此說源自漢朝刘歆。太昊和伏羲是否同人，後人爭論不休。
直到春秋時期的前639年，太昊仍受到任国、宿国、须句、颛臾的祭祀。